# Tjerven (ort)
Tjerven (belarusiska: Чэрвень) är en stad i Belarus. Före 18 september 1923 hette staden Igumen. Den ligger i voblasten Minsks voblast, i den centrala delen av landet, 60 km öster om huvudstaden Mіnsk. Tjerven ligger 167 meter över havet och antalet invånare är 9 718. Tjerven är distriktshuvudort i Tjerven rajon.

## Natur och klimat
Terrängen runt Tjerven är mycket platt. Runt Tjerven är det ganska glesbefolkat, med 24 invånare per kvadratkilometer.. Tjerven är det största samhället i trakten.
Omgivningarna runt Tjerven är en mosaik av jordbruksmark och naturlig växtlighet.  Trakten ingår i den hemiboreala klimatzonen. Årsmedeltemperaturen i trakten är 4 °C. Den varmaste månaden är juli, då medeltemperaturen är 19 °C, och den kallaste är december, med −10 °C.